# 国産化率
国産化率（こくさんかりつ）とは、ある構造物や製品を製造する際、どのぐらいの割合で製造当事国が関与したかを評価者の採用した定義に基づいて定量化した指標である。自動車産業などの一般産業で様々に使用される他、航空宇宙産業、軍需産業、原子力発電所の建設などで使われることが多い。

## 定義
幾つかの定義があるが、日本国経済産業省は白書にて次の定義を使用している。
- 供給面の自給率：車を例にすると、国内で流通する車に占める国産車の比率、つまり供給に占める国産の比率
- 生産面のローカル・コンテント率[2]：車を例にすると、車の生産に必要な中間財の国産比、つまり生産で使われる財の国産比率。「直接技術基準の国産化率」とも言われる[3]。

ただし、ローカル・コンテント率の場合、国内で生産された投入財でもそれら半製品の製造過程まで着目すると輸入品が混在しているケースが多い。このため、半製品の製造過程まで考慮した「究極の国産化の比率」は下記のように定義されている。
- 付加価値基準の国産化率：ある最終財の価額に対して，究極的にどの程度が国内の付加価値として残留したかを示した係数。ある国産品の製造過程を国産品，輸入品，付加価値に分類し、半製品に対してもこの作業を繰り返す。すると輸入品と付加価値の2種に分類出来る。このような考え方から生み出された係数である[3]。

このような議論はFTA関連の自由貿易において議論されることが多い。自動車産業を例にとると、上記の定義のほか、国産部品の総重量や使用部品点数で定義している国もあり、それぞれの国の目的によって異なっている。
JETROなどでは外資規制の一環として投資先の国家の定義した国産化率について留意するようコメントすることがある。例えばイランは1997年（平成9年）に国産化について法規制を定めている。

## 原子力発電所における国産化率

### 日本
日本の原子力発電草創期は国産化率が指標の一つにあり、これを高めることが求められた。
東京電力の会長で原子力委員会委員でもあった青木均一は、1965年（昭和40年）秋、日本の原子力発電所国産化について次のような試案を提示している。
その後、東京電力は上記の方針を実行し、福島第一原子力発電所1号機はGE社とWH社から見積を取った末GE社よりBWR-3をターンキー契約した。同所2号機の際は、火力で実施してきた2号機からの完全国産化ではまだ信頼性に難が認められるため「3号機から」が妥当とされた。『大熊町史』によれば、発注方式は分割発注とし、1968年（昭和43年）3月にGE、同年12月に鹿島、1969年（昭和44年）3月に東芝にそれぞれ発注された。松永長男によると、2号機の契約交渉では交渉メンバーは双方共に1号機の際と同じだったが、GE側からターンキー契約を拒否したため、通常機器の購入契約となったという。
なお、原子力における国産化率の定義について明確に述べたものは余りないが、『日刊工業新聞』は福島第一原子力発電所2号機の契約を報じた際金額ベースでの算定を示している。
『月刊エネルギー』1968年（昭和43年）3月号にて、2号機では国産化率は1号機と同レベルの目標（約70 %）に留められたものの、主契約者を国内メーカーとし、建設の責任体制を取らせ、経験多面化のため国内メーカーの建設担当個所を交換させる意向を図ったとしていた。また、田中直治郎は同記事にて日本の原子力研究が先進国に対して10年の遅れがあるとし、「このような国産化の初期の段階においては、たとえ実用規模の施設であっても研究開発の色彩が強く、完全な商業用とはいい難い」「1号炉は大容量重油専焼火力に比し経済性は及ばず、2号炉以降は大容量のものはこれに比肩しうるとしても、火力発電に比し、巨大の投資を必要とするので、準備金制度等、内部資金蓄積の措置を望むものである」としている。また、将来的な国産化の方向性は海外技術の模倣ではなく自主開発が本筋の旨も指摘している。
3号機に至り、国産化率はようやく約90 % に達し、主契約者からGE社は外れた。
通産省、日本電機工業会側の視点から福島第一原子力発電所1号機の建設などを引き合いに出したものとして『電機』1968年（昭和43年）1月号の記事がある。それによると技術の国産化は外貨の流出防止につながり、技術的な波及効果も大きいと見なされ日本電機工業会原子力部会でも「1号機の輸入は止むを得ぬとしても、2号機目よりは国内メーカーが主契約者となって国産化するよう指示しているが、メーカー側もその期待に沿うべく既に1号機の輸入建設段階において、サブコントラクターとして原子力発電設備の実際的な製作建設に従事」していたと述べられている。石油火力発電以来の「1号機輸入、2号機国産方式」が導入されたのはこうした事情もあった。また、当時の日本の原子力発電プラントの国産化率は福島第一原子力発電所1号機がそうであるように、先進諸国に比較し遅れていた。
なお、久留義雄（当時通産省重工業局電機通信機課長）が『電機』1968年（昭和43年）6月号に投稿した記事によると、原子力発電を導入中の電力会社とメーカーには下記のような相反する希望があった。
- 電力会社：大容量化によるコスト引き下げ志向
- メーカー：単機容量を製造可能な範囲に納めることを希望

この状況に鑑み、久留は下記を提言している。
- 「国産化可能性との関連における開発計画の策定が望まれ」そこで意見調整を行う
- 標準化を促進すること
- 電源開発計画に原子力発電を繰り込むテンポを調整し平準化すること
- 電力会社とメーカーが特定の原子炉について共同研究への段階に進むべきであること

こうした国産化に取り障害だった問題の一つに、GEなどが取っていた長期低利融資がある。当時、同出力の石油火力に対して原子力の建設費は約3倍で、運転開始後の燃料費では逆転するため、全体として発電原価の差を縮める構造だった。この建設費は原子力発電所を建設する当事国（の電力会社）にとっては大きなハードルだったが、アメリカは輸出入銀行による借款など、国家的な助成策を以って積極的な売り込みをサポートしていた。具体的には、金利5.5〜6.0%、頭金なし、期間20年といった内容を提示し、日本電機工業会は「ユーザー側に極めて有利な延払条件」「我が国メーカーは技術的信頼性をユーザー側から得られたとしても、資金面において外国メーカーとの売込競争に敗れる事態に追い込まれる」と評している。
これに対抗するため、日本側も1962年（昭和37年）より日本開発銀行による融資策を原子力産業に対し順次展開し、1967年（昭和42年）からは国産化のための開銀融資制度をスタートさせた。その内容は、原子力発電機器を購入する電力会社、核燃料を購入する加工事業者を対象とし、原子力発電機器の場合原則として契約代金の70%（但し、当該炉形式で国内メーカーが最初に主契約者となる場合原子炉部分の比率は100%）を毎年の工事期間に応じて逐次貸付し、下請け部分と核燃料については出来高払い、貸付期間20年、措置期間は営業運転開始、利率6.5% といった、GEが提示している条件に近いものだった。このような融資制度による支援の元、日本の原子力発電所で建設されたプラントは順次国産化を進展させていったのである。

### 海外における原子力発電国産化
核開発との関連で原子力発電に早期から積極的であったアメリカ、ソ連、イギリスなどは元々国産化率が高位で推移していた。これに対して、日本同様に海外からの技術導入により原子力発電を進めていった諸国の一つとして、スペインがある。
スペインもまた、アメリカの重電メーカー、GE社とWH社にとって巨大な市場であった。1970年（昭和45年）から1981年（昭和56年）4月までの間に同国に輸出された原子力プラントはGE社が4基、WH社が6基である。WH社の輸出数は日本の2基を上回り韓国への輸出数と同数であり、GE社の輸出先でこれほどの基数に達している国は他には無い（日本は2基であり、その後は国産化が進展したため同型炉でもカウント外となっている）。
桜井淳は『月刊エネルギー』に投稿した記事にて、国産化率から同国の国産化過程を3段階に区分している。
福島第一原子力発電所1号機の炉型選定の際、1年先行しているとして判断材料の参考とされたのはNUCLENOR社のサンタ・マリア・デ・ガローニャ原子力発電所1号機である。同機の他にはホセ・カブレラ原子力発電所1号機、バンデリョス原子力発電所1号機などが第一世代に区分される。これらの国産化率はいずれも40 % 台であることが共通する。サンタ・マリア・デ・ガローニャ1号機を例に、更に詳細に分類すると下記のようになる。
- 国産化率（建設費ベース）：計44.3 %
  - 土木作業：12 %
  - 装置製造：19.2 %
  - アセンブリー：6.4 %
  - エンジニアリング：6 %
  - スタッフトレーニング：0.7 %

これが、第2世代・第3世代になるとスペインの原子力産業によって賄われる範囲は増大し、60 % から最大で90 % にも及んでいたという。主要コンポーネントの供給を行っているメーカーは同国に約20社程あり、原子炉圧力容器、蒸気発生器、加圧器、原子力用配管、蒸気タービン、復水器など重要なコンポーネントが含まれ、一部は輸出も行われていた。